# Conlie
 Conlie  es una población y comuna francesa, situada en la región de Países del Loira, departamento de Sarthe, en el distrito de Mamers y cantón de Conlie.

## Demografía
| 1488 | 1435 | 1472 | 1603 | 1642 | 1665 |
| Para los censos de 1962 a 1999 la población legal corresponde a la población sin duplicidades (Fuente: INSEE [Consultar]) |      |      |      |      |      |